# Kujtim Çoçoli
Kujtim Çoçoli (* 12. September 1952) ist ein ehemaliger albanischer Fußballspieler.

## Karriere

### Verein
Çoçoli begann seine Karriere 1972 bei FK Dinamo. Im Jahr 1979 wechselte er vorübergehend zum Klub FK Partizani Tirana. Nach einer Saison kehrte er zu FK Dinamo zurück, wo er seine aktive Laufbahn in den frühen 1980er Jahren beendete. Mit Dinamo gewann er insgesamt vier Mal die albanische Meisterschaft.

### Nationalmannschaft
Çoçoli debütierte 1981 in der 
albanischen Nationalmannschaft. Er bestritt drei insgesamt Länderspiele.